# Tricolor de Terra Nova

Proporção: 1:2

A Tricolor de Terra Nova é uma popular mas não-oficial bandeira da ilha de Terra Nova. Também conhecida como a "Rosa, Branca e Verde", tem uma proporção de 1:2 com três palas de igual largura, tendo o verde à tralha, seguido do branco, e no batente, o rosa. É a mais antiga bandeira do mundo a usar a cor rosa, e uma das mais antigas em uso na América do Norte. Crê-se que tenha surgido em 1843, e que tenha sido a bandeira  da Sociedade dos Nativos de Terra Nova. 
Esta bandeira inspirou Thomas Francis Meagher na criação da bandeira da Irlanda.

## Origens
Diz a lenda que a bandeira foi criada em St. John's em 1843 por Michael Anthony Fleming, um Bispo da Igreja Católica. Supostamente, a bandeira simboliza uma tradição local entre Protestantes e Católicos. Havia uma disputa entre a Sociedade dos Nativos (Protestante) e os Católicos Irlandeses acerca do fornecimento de madeira para a construção de uma catedral Anglicana e de uma catedral Católica. Os Protestantes Ingleses marcaram as suas pilhas de madeira com a bandeira rosa da Sociedade dos Nativos, enquanto que os Católicos Irlandeses usavam estandartes verdes. No contexto destes atritos surge o Bispo Fleming persuadindo os dois lados a adoptarem uma bandeira comum, ao atar as bandeiras rosa e verdes com um lenço branco para simbolizar a paz. O rosa simbolizava os Protestantes Ingleses, e supostamente deriva da rosa de Tudor (que na verdade é vermelha e branca e não rosa); o verde, simbolizava os Católicos Irlandeses. A cor branca surge da Cruz de Santo André, o santo padroeiro dos pescadores e da Escócia.
Não há registos históricos que corroborem a lenda descrita acima. A bandeira da Sociedade dos Nativos era vermelha e não rosa, e não há qualquer evidência de que o Bispo Fleming tenha criado a Bandeira Rosa, Branca e Verde. Uma bandeira vermelha, branca e verde parece ter sido não-oficialmente usada como bandeira da Terra Nova até aos anos 70 do século XIX, quando por razões não muito claras, desapareceu, sendo substituída pela Rosa, Branca e Verde. Nas décadas de 80 e 90 do séc. XIX, a bandeira Rosa, Branca e Verde tornou-se uso corrente como "bandeira nativa".